# Schlacht auf dem Lechfeld
Die Schlacht auf dem Lechfeld am 10. August 955 war der Endpunkt der Ungarneinfälle und der größte militärische Sieg Ottos des Großen. Die ungarischen Reiter hatten seit dem Jahr 899 mit ihren Plünderzügen weite Teile Mitteleuropas verheert. Die Schlacht trägt den Namen der Gegend, in der die Kampfhandlungen stattfanden. Die genaue Verortung der Schlacht auf dem Lechfeld ist in Fachkreisen allerdings umstritten.
Der Sieg auf dem Lechfeld war eine der größten militärischen Auseinandersetzungen im ostfränkisch-deutschen Reich. Jedenfalls gelang es Otto, seine Vorherrschaft im ostfränkischen Reich gegen innere und äußere Feinde durchzusetzen, was unter anderem dazu führte, dass er nach der Schlacht zum Pater patriae, „Vater des Vaterlandes“, ausgerufen wurde; ein Erfolg, der ihm nachfolgend die Kaiserkrone einbrachte.

## Vorgeschichte

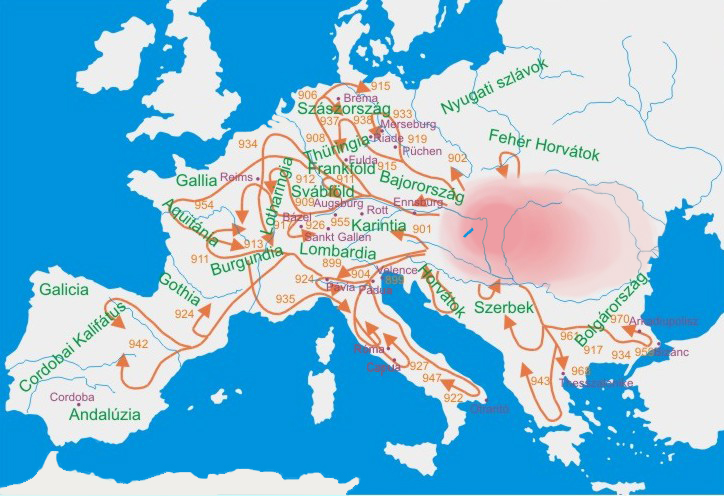
Ungarische Streifzüge

Im Jahr 955 dauerten die kriegerischen Auseinandersetzungen zwischen Magyaren und dem Ostfrankenreich bereits an die 60 Jahre. Im Vorjahr hatte sich zudem im Liudolfinischen Aufstand fast der gesamte Süden des Reiches gegen Otto erhoben, was von den Magyaren zu ihrem bisher weitesten Zug über Bayern und Belgien bis nach Nordfrankreich, zurück über Oberitalien und Kroatien genutzt wurde. Am 17. Dezember 954 hielt Otto I. im thüringischen Arnstadt einen Reichstag ab, der den Konflikt mit Liudolf mit dessen förmlicher Unterwerfung beendete. Zudem wurde Ottos Sohn Wilhelm zum Erzbischof von Mainz gewählt. Damit waren die innenpolitischen Voraussetzungen für die kommende Auseinandersetzung mit den Ungarn geschaffen. Doch damit war der Aufstand im Süden nicht beendet. Bei der Schlacht von Mühldorf am Inn im Jahr 955 wurde Pfalzgraf Arnulf getötet. Erzbischof Herold von Salzburg fiel in die Hände Herzog Heinrichs I. von Bayern und wurde auf dessen Befehl hin geblendet.
Im Frühjahr 955 trafen ungarische Gesandte bei Otto ein, vorgeblich, um ihre freundschaftliche Gesinnung zu beteuern. Wahrscheinlich sollten sie aber seine Stärke nach dem Aufstand ausspionieren. Jedenfalls wurde kurz nach ihrer Abreise gemeldet, dass die Ungarn die Grenzen des Reiches überschritten hätten und den König zur Feldschlacht forderten.

## Kampf um Augsburg
Zunächst führte der Zug der Ungarn in den bayerischen Raum zwischen Donau und Alpen bis nach Augsburg, wo sie vermutlich am Gunzenle ihr Hauptlager aufschlugen. Hier begannen sie zunächst mit der Belagerung der Stadt Augsburg.

„Sogleich im folgenden Jahr freilich, im Jahr 955 nach Menschwerdung unseres Herrn Jesus Christus, brach eine solche Menge Ungarn ein, wie sie keiner von den damals lebenden Menschen, wie man hörte, zuvor irgendwo gesehen hatten. Sie besetzten und verwüsteten das Bayernland vom Donaufluss bis zum Schwarzen Wald, der zum Gebirge gehörte. Als sie den Lech überschritten und Alemannien besetzten, brannten sie die Kirchen der heiligen Afra nieder, plünderten die ganze Provinz von der Donau bis zum Wald und verbrannten den größten Teil [des Landes] bis zum Fluss Iller. Die Stadt Augsburg aber, die damals von niedrigen, turmlosen Mauern umgeben in sich selbst nicht fest war, belagerten sie.“

Diese Belagerung der Ungarn ist ungewöhnlich, betrachtet man ihr bisheriges Verhalten, große Städte rasch zu erobern oder sie zu umgehen. Es ging ihnen anscheinend nicht um einen schnellen Überfall mit gewinnbringender Plünderung, sondern sie versuchten wohl, die Herrschaft über Bayern und Schwaben zu erlangen. Es kann auch vermutet werden, dass sie von einigen Gegnern von Heinrich I. im Liudolfinischen Aufstand zu Hilfe gerufen wurden. Obwohl die Stadt schlecht befestigt war, gelang es den Augsburgern, die Ungarn zunächst zurückzuschlagen. Am härtesten umkämpft war dabei das Osttor, dessen Verteidigung von Bischof Ulrich persönlich überwacht wurde, der die Stadt schon 926 gegen die Ungarn gehalten hatte. Erst als einer der Anführer fiel, brachen die Angreifer ihre Attacken ab.
In der darauf folgenden Nacht ließ Bischof Ulrich Klosterfrauen in Prozessionen durch die Stadt ziehen, um Fürbitten zur Mutter Gottes zu sprechen. Am nächsten Tag erschienen die Ungarn dann mit Belagerungsgerät vor den Toren. Von ihren Anführern mit Peitschen angetrieben, berannten sie erneut die Mauer, bis sie durch ein Hornsignal zurückgerufen wurden.
Durch Perchtold, einen der Aufrührer im Liudolfinischen Aufstand, waren die Ungarn vor dem nahenden ostfränkischen Heer gewarnt worden und sammelten sich jetzt zur Feldschlacht. Die Augsburger ihrerseits schickten jeden entbehrlichen Mann ins nahe Lager Ottos.

## Die Schlacht

### Aufmarsch
| Heerhaufen | Zusammensetzung |
| ---------- | --- |
| 1–3        | Baiern unter den Heerführern des Herzogs Heinrich von Baiern, der selbst, bereits todkrank, nicht an der Schlacht teilnahm                                                        |
| 4          | Franken unter Konrad dem Roten |
| 5          | Legio Regia, unmittelbares Gefolge des Königs, vornehmlich sächsische und fränkische Ritter im unmittelbaren Dienst des Königs, Otto mit Sankt-Michaels-Banner und Heiliger Lanze |
| 6–7        | Schwaben unter dem Herzog Burchard |
| 8          | 1000 Böhmen mit Tross |

Die Lage der Burg Perchtolds (die Reisensburg) und die zeitlichen Angaben der Chronisten legen als möglichen Ort des Sammellagers der ostfränkischen Truppen die Gegend um Ulm bzw. Günzburg nahe. Dort trafen Einheiten der Baiern, der Franken und der ehemalige Aufständische Konrad der Rote ein. Ottos Hausmacht der Sachsen musste zum großen Teil als Verteidigung gegen die Slawen im Osten gelassen werden (etwa 2000 Mann). Auch die Lothringer Verbände (ebenso viele Truppen) kamen nicht zu dem vereinbarten Treffpunkt.
Im letzten Marschlager vor Augsburg stießen die Verteidiger der Stadt zum Heer. Otto setzte daraufhin den nächsten Tag für die Feldschlacht an und befahl ein allgemeines Fasten zur Vorbereitung.

### Hinterhalt im Wald
Am Morgen des 10. August, dem Gedenktag des heiligen Laurentius, versicherten sich die bairischen und fränkischen Soldaten in einer Heerfriedenszeremonie ihrer gegenseitigen Treue und machten sich auf den Weg zum Schlachtfeld. Obwohl die Marschroute durch Bäume (vermutet wird unter anderem der Rauhe Forst westlich von Augsburg) gedeckt war, um sich vor den Pfeilen der Ungarn zu schützen, schafften es diese, den Heerzug zu umgehen und von hinten aufzurollen; dabei schlugen sie Böhmen und Schwaben in die Flucht und eroberten den Tross. Da sie jedoch unmittelbar nach ihrem Erfolg zum Plündern übergingen, konnte Konrad der Rote mit den Kriegern aus dem fünften Haufen seinerseits die Ungarn zurückschlagen.

### Das Treffen auf dem Lechfeld
Vom Verlauf der eigentlichen Feldschlacht ist wenig bekannt. Eine aufmunternde Rede Ottos sowie sein Vorpreschen als Erster scheinen Fiktion zu sein. Immerhin ist aus Quellen bekannt, dass der Bruder Bischof Ulrichs, Dietpald von Dillingen, fiel. Und auch Konrad der Rote wurde von einem Pfeil tödlich in den Hals getroffen, als er die Bänder des Panzers löste und Luft schöpfte. Schlachtentscheidend könnte ein Gewitter – Widukind berichtet von großer Hitze – gewesen sein, sodass durch die heftigen Regenfälle die Wunderwaffe der Ungarn, ein Kompositbogen, im wahrsten Sinne des Wortes aus dem Leim gegangen wäre, wodurch das Reiterheer der Ungarn deutlich an Schlagkraft eingebüßt hätte. Allerdings wird dieses Ereignis bei Widukind nicht erwähnt, bei dem man vermuten könnte, dass er es als Gotteseingriff in das Kriegsgeschehen nicht unterschlagen hätte, und so bleibt der Einfluss der Witterung auf die Schlacht fraglich. Insgesamt scheint es wahrscheinlich, dass Otto eine ähnliche Taktik wie sein Vater Heinrich I. 933 in der Schlacht bei Riade verfolgte, um die magyarischen Reiter in Reichweite seiner Panzerreiter zu bekommen, d. h. zunächst forderten relativ leicht bewaffnete Krieger die Ungarn heraus, diese trafen dann auf das voll ausgerüstete Heer.

### Abgeschnittene Rückzugswege

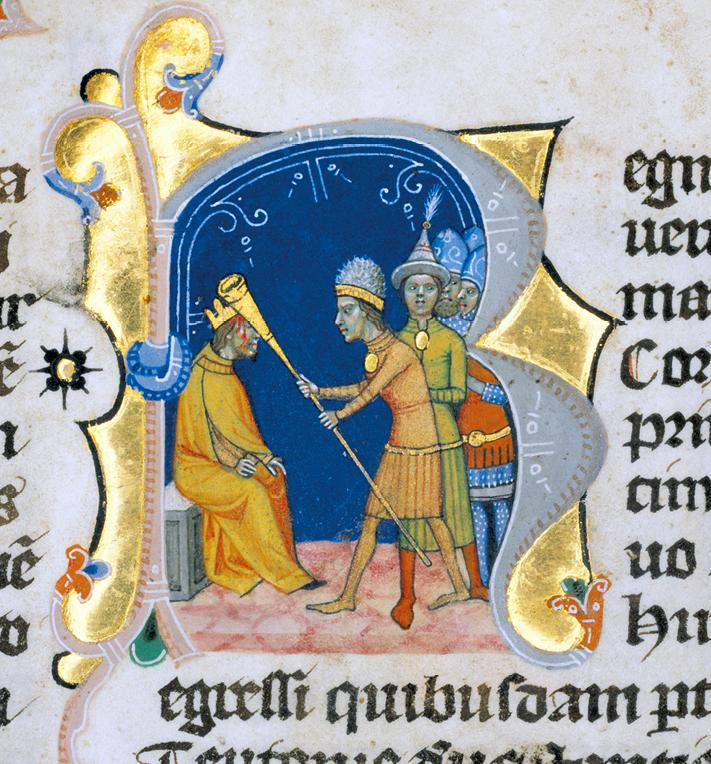
Lehel in der Ungarischen Bilderchronik

Am Ende der Feldschlacht befanden sich die Ungarn auf dem Rückzug – und zwar so zahlreich (immerhin noch etwa 20.000 Mann), dass die Augsburger zunächst von einem erneuten Angriff ausgingen, als die Reiter auf ihre Stadt zustürmten. Widukind von Corvey berichtet von der tapferen Gegenwehr einiger Ungarn, die aber die Schlacht nicht mehr wenden konnten. Gerhard von Augsburg berichtet in seiner Vita Sancti Uodalrici, „dass die, die sie von den Bollwerk der Stadt Augsburg kommen sahen, glaubten, sie kehrten zurück, ohne von dem Kampf beeinträchtigt zu sein, bis sie sahen, dass sie an der Stadt vorbei eilends an das andere Ufer des Lechflusses streben“. Daher könnte man vermuten, dass es einigen ungarischen Heerführern gelungen war, die Schlacht abzubrechen, um der vollständigen Vernichtung zu entgehen, oder dass der Rückzug nur vorgetäuscht war, um Ottos Krieger aus ihrer Schlachtordnung zu bewegen, wie es dem ungarischen Heer schon in der Lechfeldschlacht im Jahr 910 gelungen war. Wenn es sich tatsächlich so verhalten haben sollte, so ging ihr Plan diesmal nicht auf. Die älteren Sankt Galler Annalen berichten sogar von einer zweiten Schlacht, in der die Böhmen die abziehenden Ungarn geschlagen haben. Tatsächlich versuchten sie jedoch, auf die baierische Uferseite des Lechs zu ihrem Lager zu gelangen. Aber auch hier wirkten sich die Regenfälle der vorangegangenen Tage verhängnisvoll aus. Der Lech und auch die anderen von den Alpen zur Donau hinströmenden Flüsse waren derart angeschwollen, dass ein Hinübersetzen in kurzer Zeit unter der Bedrohung durch den Feind nicht möglich war. Daher versuchten einige versprengte Einheiten, in den umliegenden Dörfern Schutz zu finden. Den wenigen Kriegern, die entkommen konnten, wurde im Hinterland an besetzten Fähren und Furten aufgelauert. Sie wurden erschlagen oder ertränkt. Auf der Flucht wurden unter anderem die Anführer Bulcsú, Lehel und Sur gefangen genommen und zusammen mit anderen Adeligen zu Heinrich I. nach Regensburg gebracht, das erst im Mai 955 als Folge des gescheiterten Liudolfinischen Aufstandes wieder in seine Herrschaft gefallen war. Dieser ließ sie hängen, als eine seiner letzten Amtshandlungen vor seinem Tod am 1. November.

## Folgen
Für die Ungarn bewirkte der katastrophale Ausgang der Schlacht eine grundlegende Veränderung der Gesellschaft. Nachdem die Klasse der Reiterkrieger empfindlich an Macht eingebüßt hatte, vermischten sich die Magyaren mehr und mehr mit den ansässigen Slawen und wurden sesshaft. Sie räumten die Gebiete im heutigen Österreich und zogen sich ins heutige Westungarn zurück. Großfürst Géza bat Otto um Missionare und entmachtete den alten Kriegeradel, die Gegenpartei der Árpáden. Sein Sohn Stephan der Heilige heiratete schließlich die baierische Prinzessin Gisela aus dem Haus des ostfränkischen Kaisers.
Für Otto bedeutete der Sieg auf dem Lechfeld zunächst eine Konsolidierung seiner Herrschaft. Aus Dank weihte er dem Namensheiligen des 10. Augusts, dem Heiligen Laurentius, dem er den Sieg zuschrieb, in Merseburg ein Bistum, und der heilige Laurentius/Lorenz wurde zu einem der wichtigsten und meistverehrten Heiligen im Abendland. In der Folgezeit nahm das Byzantinische Reich diplomatische Beziehungen mit den Ostfranken auf. Am 2. Februar 962 wurde Otto schließlich vom Papst in Rom zum Kaiser gekrönt. Durch die Heirat seines Sohnes Otto II. mit der oströmischen Prinzessin Theophanu erkannte auch der Kaiser in Konstantinopel die ostfränkische Kaiserwürde an.
Für das einfache Volk bedeutete die Schlacht auf dem Lechfeld das Ende einer Zeit, die vor allem durch ständige Einfälle der Magyaren, Wikinger und Slawen gekennzeichnet war. Nach einer Zeit, in der man in einer Naherwartung der Apokalypse lebte und die Wiederkunft Jesu für das Ende des Jahrtausends erwartete, begann eine Epoche der irdischen Zukunftserwartung.
Das in der Schlacht auf dem Lechfeld von Ottos Legio regia gezeigte Banner des Erzengels Michael, welches schon unter Ottos Vater Heinrich geführt wurde, bewirkte in Verbindung mit dem positiven Ausgang der Schlacht, dass der Erzengel zum Schutzpatron Deutschlands erwählt wurde.

## Archäologische Nachweise der Lechfeldschlacht

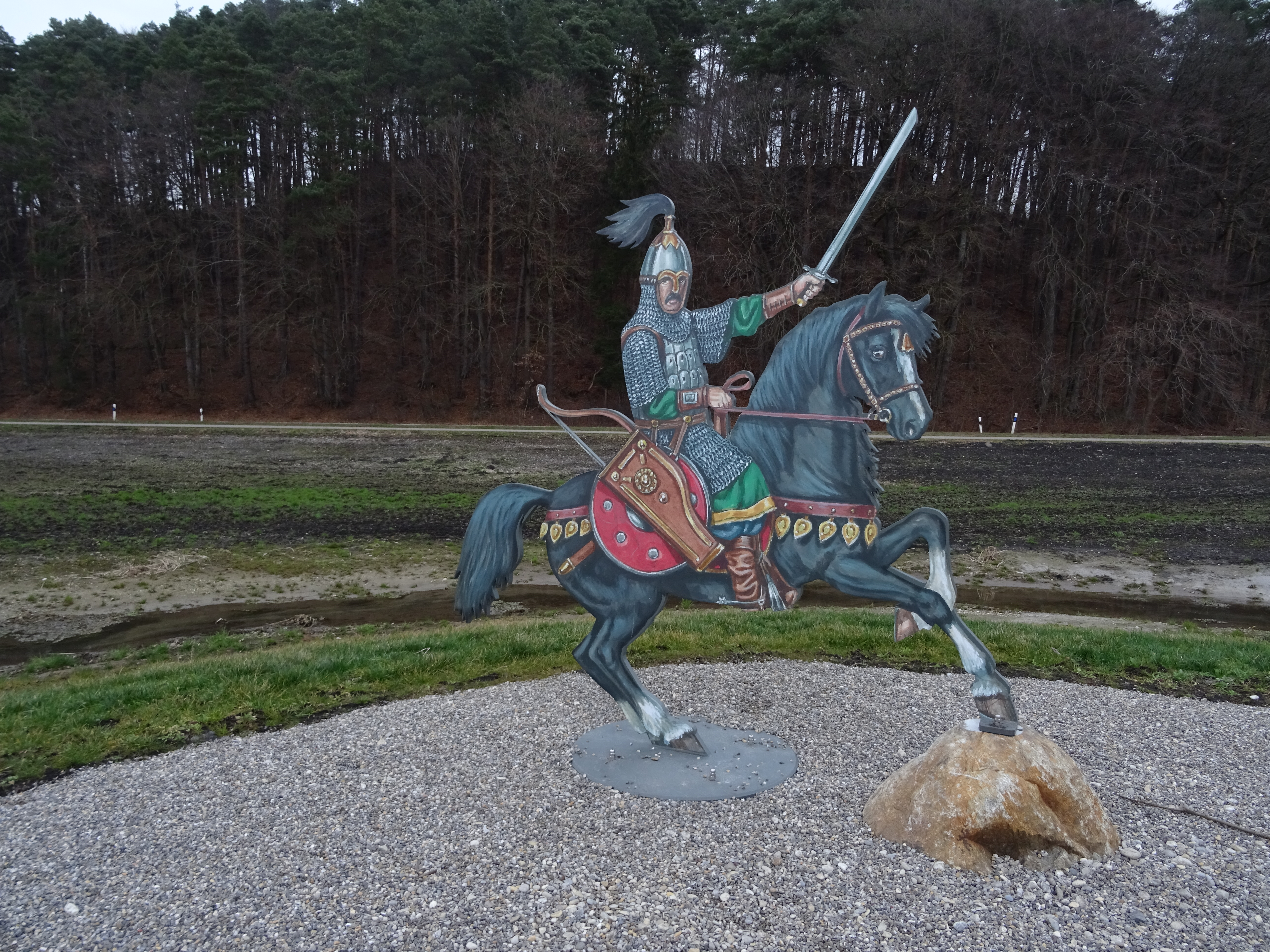
Ungarischer Krieger mit Darstellung des Pferdegeschirrs, an der Fundstelle in Todtenwiesen

Am 1. Dezember 2013 wurde bekannt, dass ein Hobbyarchäologe auf dem Lechfeld bei Todtenweis, 15 km nördlich von Augsburg, auf die Reste eines prächtigen ungarischen Pferdegeschirrs stieß. Für besonders bemerkenswert halten Archäologen die auffälligen Ornamente und die silbernen und teilweise vergoldeten Schnallen und Anhänger. Diese Wertsachen deuten auf den Besitz eines ungarischen Anführers hin. Sowohl die Archäologische Staatssammlung als auch das Bayerische Landesamt für Denkmalpflege bezeichneten den Fund als ersten direkten archäologischen Beweis für die Schlacht. Als Besitzer des Pferdegeschirrs wird der ungarische Heerführer Bulcsú vermutet. 2021 wurde der Fund eines Schwerts bei Königsbrunn bekannt.

### Das Befestigungssystem auf dem Lechrain bei Augsburg
Die meisten Einzelgefechte der Schlacht auf dem Lechfeld sollen nach der Meinung einiger Forscher auf der östlichen Lechseite zwischen Thierhaupten und Mering stattgefunden haben. Die Lechebene liegt etwa 30 bis 70 Höhenmeter unter den angrenzenden Hügelländern.
Tatsächlich hat sich auf dem Lechrain zwischen Thierhaupten, Mering und Landsberg ein regelrechtes System frühmittelalterlicher Wallburgen (Ungarnwälle) unterschiedlicher Größe erhalten. Kurz hinter Thierhaupten liegt der Eselsberg auf einer Anhöhe. Einige Kilometer südlich bietet die Pfarrerschanze das typische Bild eines größeren Ungarnwalles. Nur etwa 1000 Meter südwärts liegt die große hochmittelalterliche Pfalzgrafenburg bei Sand auf dem Lechrain, die ebenfalls ursprünglich auf eine ungarnzeitliche Wehranlage zurückgehen könnte.
Die nächste eindeutig frühmittelalterliche Befestigungsanlage ist der Ringwall im Ottmaringer Holz bei Kissing. Zwischen Sand und Kissing liegen die Burgstellen bei Mühlhausen und Friedberg als weitere, im Hochmittelalter überbaute mögliche Standorte ungarnzeitlicher Schutzburgen. Kurz vor Friedberg hat sich etwas vom Lechrain zurückgesetzt der Ringwall im Kirchholz bei Haberskirch erhalten. Hinter Mering schützt der „Hartwald“ die Wallbefestigungen des „Vorderen“ und des „Hinteren“ Schlossberges. Der Ringwall Mittelstetten bei Mittelstetten im Landkreis Fürstenfeldbruck erinnert in seiner Konzeption an die benachbarten beiden „Schlossberge“. Direkt auf dem Lechhochufer sitzen die beiden Schanzen im Westerholz bei Kaufering. Die größere der beiden Anlagen wird ebenfalls oft als ungarnzeitlich interpretiert.
Im Hinterland sind einige weitere Wallanlagen mutmaßlich frühmittelalterlicher Zeitstellung im Gelände nachweisbar. Am weitläufigsten ist die „Schwedenschanze“ bei Aichach, deren flüchtiges äußeres Wallsystem dem Ringwall im Ottmaringer Holz bei Kissing vergleichbar ist. Michael Weithmann sah sogar in den Hanggräben der hochmittelalterlichen Stammburg der Wittelsbacher (Burg Wittelsbach) Hinweise auf eine solche ungarnzeitliche Schutzburg. Etwa 40 Kilometer östlich der Lechebene haben sich über dem Weiler Wagesenberg bei Pöttmes die Erdwerke einer der eindrucksvollsten Ungarnschutzburgen Bayerns erhalten (Schanze Wagesenberg).
Bei diesen Wehranlagen könnte es sich um die von Widukind von Corvey genannten Burgen handeln, die überwiegend von böhmischen Truppenkontingenten bemannt gewesen sein sollen. Widukind gilt vielen Historikern als nicht besonders zuverlässige Quelle. Seine Angaben über die Wehranlagen auf dem Lechrain werden jedoch durch die zahlreichen, ungewöhnlich gut erhaltenen Burganlagen mit ausgeprägten Wall-Grabensystemen bestätigt.
Allerdings stellt sich hier die Frage, warum die Magyaren sich auf der Ebene direkt unter dieser Befestigungslinie – die wohl ursprünglich als Grenzsicherung zwischen den Stämmen der Alamannen und Bajuwaren entstand – den ostfränkischen Verbänden gestellt haben sollen. Die ungarischen Kundschafter und Heeresführer dürften diese regelrechte Falle sicherlich bemerkt haben. Ob dieses Burgensystem allerdings planmäßig zur Ungarnabwehr konzipiert wurde, ist spekulativ. Sicherlich wurden hier auch ältere Wehranlagen reaktiviert und kurzfristig ausgebaut.
Möglicherweise ist der tatsächliche Hauptschauplatz der Lechfeldschlacht westlich des Lechs im Gebiet zwischen Augsburg und Günzburg anzusiedeln. Angesichts der archäologischen Situation ist diese von einigen Historikern (Georg Kreuzer) vertretene Meinung durchaus plausibel. Der Kreisheimatpfleger Walter Pötzl identifiziert das Gebiet zwischen Steppach bei Augsburg, Stadtbergen, Pfersee, Kriegshaber, Oberhausen und Neusäß als ideales Gelände für eine Feldschlacht. Allerdings soll nach Pötzl das Hauptlager der Ungarn auf der östlichen Lechseite gelegen haben, also unter dem burgenbesetzten Lechrain.
Seit Ende 2008 wird wieder verstärkt über den tatsächlichen Schauplatz der Lechfeldschlacht diskutiert. Auf dem Lechfeld ist das Museum „955 – Informations- und Präsentationspavillon Königsbrunn“ entstanden, in dessen Mittelpunkt ein großes Zinnfigurendiorama mit über 12.000 handbemalten Zinnfiguren den Kampfverlauf nachstellt. Nachdem sich die Gemeinden Königsbrunn, Friedberg, Mering, Kissing und Augsburg um die Ansiedlung des Museums beworben hatten, wurde im Herbst 2009 das Zentrum von Königsbrunn als Museumsstandort ausgewählt, in direkter Nachbarschaft zum dortigen Fernhandelsmuseum Mercateum, dem größten begehbaren, auf historischem Kartenmaterial basierendem Globus der Welt.

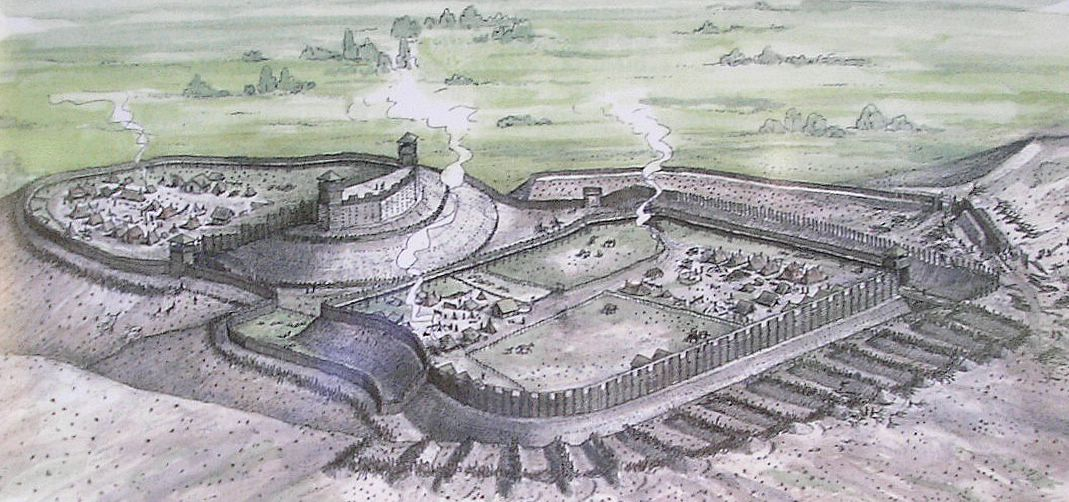
Rekonstruktion der Haldenburg bei Schwabmünchen (Roger Mayrock, 2001)

### Ungarnzeitliche Befestigungen auf der Wertachleite
Auf der westlichen Lechseite sind wesentlich weniger vergleichbare Burganlagen nachweisbar. Allerdings gilt die Haldenburg bei Schwabegg (Stadt Schwabmünchen) als besonders charakteristische Großburg dieser Epoche. Kurz nach der Schlacht auf dem Lechfeld könnte der Burgstall Siebnach entstanden sein, dessen Anlage wohl unmittelbar von der Haldenburg abgeleitet wurde.
Nördlich der Haldenburg liegen zwei Bodendenkmäler unbekannter Zeitstellung auf der Wertachleite bei Straßberg (Bobingen). Hier wird insbesondere der Abschnittswall Straßberg als kleinere mögliche Ungarnschutzburg angesehen.

## Rezeption
Schon kurze Zeit nach der Schlacht begann von ungarischer Seite aus eine Mythenbildung um den Ausgang. So soll eine zweite Schlacht erfolgreich verlaufen sein, zur Vergeltung ein Vielfaches an Geiseln in Ungarn hingerichtet worden sein oder der gefangene Lehel den deutschen Kaiser mit seinem Horn erschlagen haben.
Deutsche Geschichtsschreiber bemühten sich im Mittelalter, eine Gerichtsverhandlung vor den Hinrichtungen zu ergänzen, um den Anschein einer Rechtfertigung zu wahren.
In Bayern ranken sich die verschiedensten Legenden um die Lechfeldschlacht, so zum Beispiel um den Heiligen Bischof Ulrich von Augsburg, der im Lauf der Zeit zu einem Teilnehmer der Schlacht wurde. In Straubing erzählt man sich die Geschichte eines jungen Bogenschützen, der zum Dank für seine Tapferkeit mit der Grafschaft von Bogen belehnt wurde. Bei Keferloh sollen die Männer des Grafen von Ebersberg die erbeuteten Pferde der Ungarn zusammengetrieben und verkauft haben, wodurch der Neukeferloher Rossmarkt ins Leben gerufen war.
Da die Chronisten des Frühmittelalters in ihren Berichten oft Bibelstellen und antike Schriftsteller einfließen lassen, gaben ihre Ausführungen Grund zu unterschiedlichen Auslegungen. So variiert die Größe des deutschen Heeres zwischen 3000 und 26.000 Mann, das Heer der Ungarn soll einer Quelle zufolge sogar 128.000 Mann gezählt haben. Bedenkt man, dass damals bereits 50 Panzerritter als „Streitmacht“ bezeichnet wurden, scheinen die geringeren Angaben meist plausibler. Deutlich wird dies an den Quellenangaben des Widukind von Corvey. Er spricht von „gewissermaßen“ acht legiones, aus denen das Heer Ottos I. bestanden haben soll. Er gibt dabei die böhmische legio mit tausend Mann an, bezeichnet aber die fünfte legio als die größte, ebenfalls mit einer Stärke von tausend Mann.

## Künstlerische Bearbeitungen
In ihrem Nachwirken steigerte sich die Bedeutung der Schlacht auf dem Lechfeld. Sie wurde zur deutschen Schicksalsschlacht stilisiert und von verschiedensten Seiten künstlerisch verbrämt und propagandistisch genutzt.

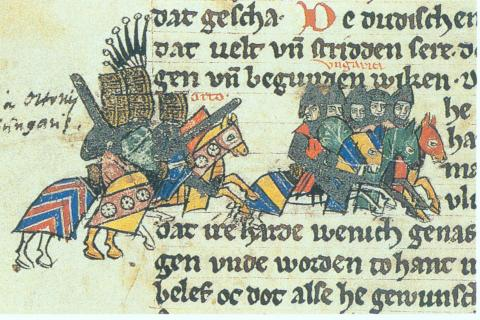
Miniatur zur Lechfeldschlacht in der Sächsischen Weltchronik, um 1270 (Gotha, Forschungs- und Landesbibliothek, Ms. Mamb. I. 90, fol. 87v)

### Buchmalerei
Eine der ersten Darstellungen zur Schlacht entstammt der Chronik Ludwigs des Großen von 1358, auf der Lehel mit seinem Horn den deutschen Kaiser niederstreckt (siehe oben). Der Mode der Zeit folgend zeigen weitere Darstellungen aus dem 15. Jahrhundert stilisierte Panzerreiter im Kampf mit Orientalen, so die Legenden der Augsburger Heiligen von 1454 und gleich zwei Darstellungen in der Chronik des Sigismund Meisterlin 1457 von Hektor Mülich und 1479 von Konrad Bollstatter.

### Reproduktionen
Mit dem Aufkommen des Buchdrucks wurde die Schlacht auch zum Gegenstand reproduzierbarer Medien. So zeigt ein Holzschnitt von 1488 in der Chronik des Johannes von Thurocz Lanzenreiter und Orientalen. Ebenfalls ein Holzschnitt von Hans Weiditz aus dem Jahr 1520 stellt die Schlacht als Kampf zwischen zeitgenössischen Landsknechten und Orientalen dar, ähnlich wie die Chronik von Sebastian Münster aus dem Jahr 1559, die nur Landsknechte zeigt.
Im 17. Jahrhundert schließlich begann sich eine Nachfrage nach eigenständigen Darstellungen der Schlacht zu entwickeln. In diesem Zusammenhang ist ein Andachtsbild von Wolfgang Kilian aus dem Jahr 1623 zu sehen, auf dem Engel dargestellt sind, die Bischof Ulrich vor dem Schlachtfeld ein Kreuz reichen. Ein 1624 entstandenes Erinnerungsbild von Daniel Manasser zeigt den Bischof in barockem Rahmen auf dem Schlachtfeld hinter dem Kampfgeschehen. Ähnlich wie auf dem Andachtsbild von Wolfgang Kilian zeigt ein aufwändig gestalteter Kupferstich von Bartholomäus Kilian aus dem Jahr 1664, wie Bischof Ulrich inmitten der Schlacht ein Kreuz überreicht bekommt, darunter findet sich eine zeitgenössische Stadtansicht von Augsburg. Die hier abgebildeten Ungarn zeigen deutlich osmanische Züge.

### Gemälde

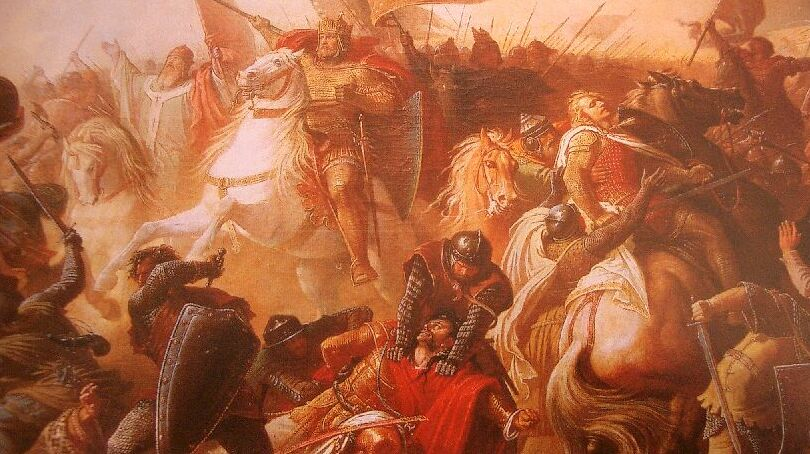
Michael Echter: Die Ungarnschlacht auf dem Lechfeld 955, Maximilianeum, München, Ausschnitt

Die Gemälde der „Historischen Galerie“ im Maximilianeum entstanden ab 1852 unter der Leitung von Leo von Klenze und zeigen die Hauptmomente der Weltgeschichte. Dabei ist auch die Schlacht auf dem Lechfeld auf einem Gemälde von Michael Echter mit dem Titel „Die Ungarnschlacht in der Nähe von Augsburg“ vertreten.

### Wand- und Deckenmalerei

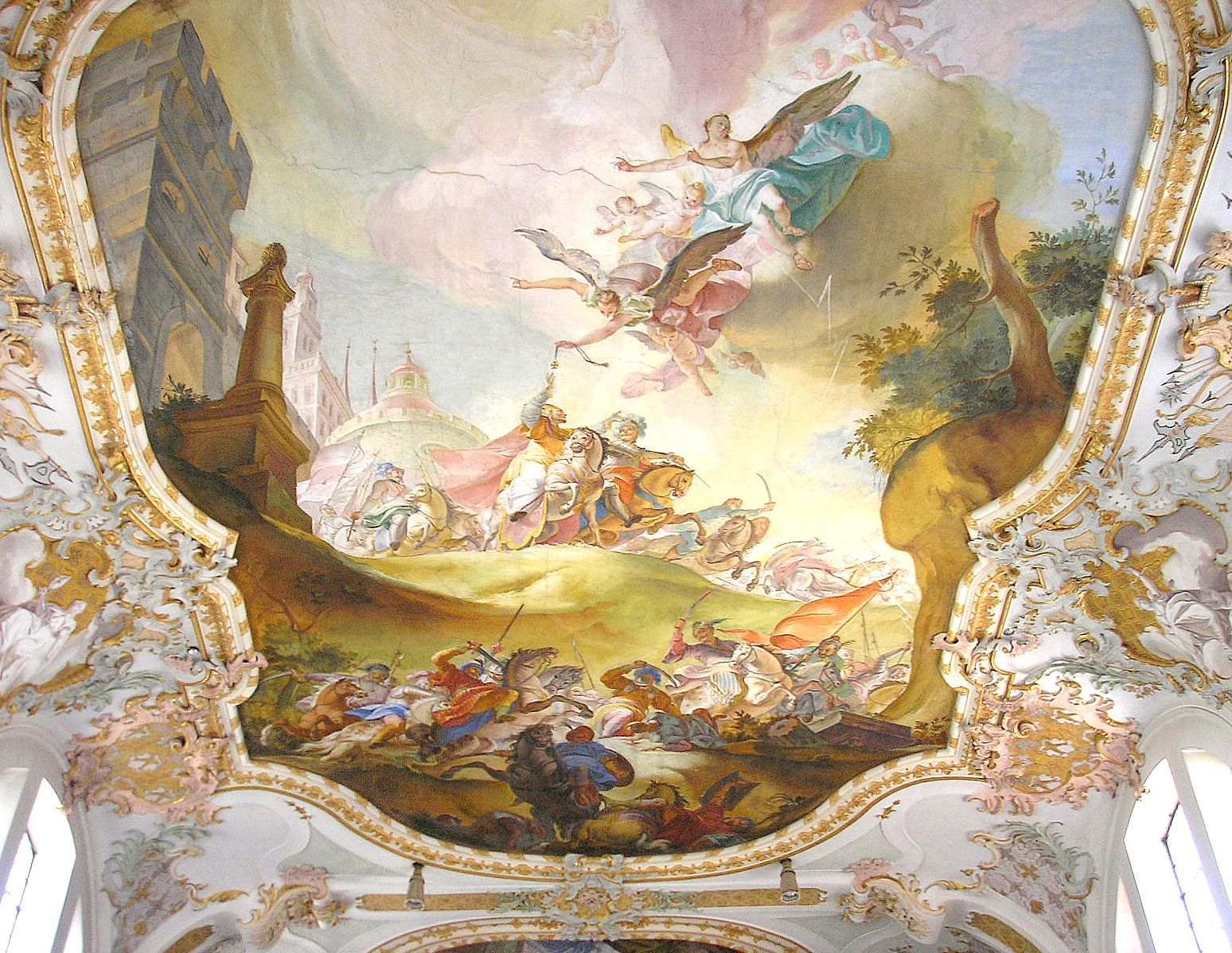
Franz Martin Kuen: Schlacht auf dem Lechfeld, Deckenfresko der Pfarrkirche St. Ulrich in Eresing, 1757

Über die Heiligenverehrung von Bischof Ulrich fand die Schlacht auf dem Lechfeld in der Form von Fresken auch Einzug in Kirchen. So fand in den Jahren 1716–1721 in der Pfarrkirche St. Ulrich in Hohenfels eine Ausmalung, vermutlich durch Cosmas Damian Asam, statt, die König Otto zusammen mit dem Bischof in der Schlacht zeigt. Bei Deggendorf malte W. Haindl im Ulrichsbergkirchlein 1751 Bischof Ulrich, wie er König Otto vor der Schlacht das Abendmahl erteilt. Er folgt dabei einer legendären Vorlage des Dominicus Custos von 1601. In der folgenden Zeit wurde der Bischof mehr und mehr als Teilnehmer der Schlacht dargestellt. In einem Deckenfresko in der Kirche St. Ulrich in Seeg von Johann Baptist Enderle aus dem Jahr 1770 sind Ulrich und Otto zu sehen, wie sie zur Schlacht preschen. Ein weiteres barockes Deckenfresko aus der Pfarrkirche St. Ulrich von Eresing zeigt den Heiligen schließlich im Kampfgetümmel. Auch im 19. Jahrhundert war die Schlacht weiterhin ein Motiv für Deckenfresken, so 1856 in der Kirche von Königsbrunn von Ferdinand Wagner. Hier betet Ulrich mit der städtischen Gemeinde. Dahinter sind die Belagerung Augsburgs und die Feldschlacht zu sehen.
Doch nicht nur in Kirchen finden sich Wandmalereien zu diesem Thema. Auch Ausmalungen des Weberhauses in Augsburg im Jahr 1608 durch Johann Matthias Kager zeigten Ulrich und Otto in der Schlacht, sind jedoch nicht erhalten. Heute ist aus diesem Zyklus nur mehr ein Fresko mit Verwitterungsschäden zu erkennen, auf dem Otto und Ulrich nach der Schlacht in die Stadt einziehen. 1846 entstand im alten Bayerischen Nationalmuseum (heute: Museum Fünf Kontinente) ein Fresko von Julius Frank, auf dem sich Ulrich wiederum neben Otto in der Schlacht findet. Moderneren Datums ist die Darstellung des jungen Grafen zu Bogen in der Schlacht auf einem Wandbild im alten Rathaus von Bogen und das Wandbild im Rathaus von Kissing, auf dem Otto in der Schlacht und Ulrich vor der Stadt zu erkennen sind.

### Ulrichskreuz

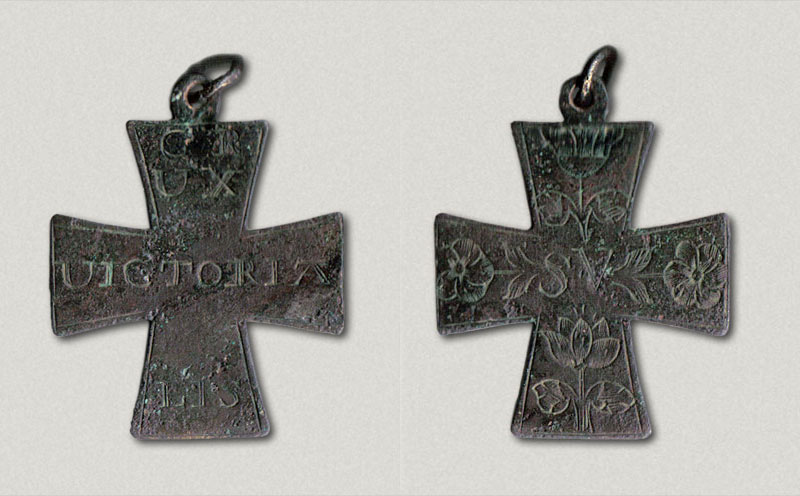
Ulrichskreuz um 1600 (hier: Version ohne Darstellung der Schlacht)

Die wohl populärste Darstellung der Schlacht, das so genannte Ulrichskreuz von 1494, zeigt den Heiligen, wie er während eines Ausfalls von Engeln ein Kreuz überreicht bekommt. Hierbei handelt es sich um eine Gravur auf der Fassung der Kreuzreliquie von St. Ulrich und Afra durch Nikolaus Seld, die heute in der Heiltumskammer in Augsburg aufbewahrt wird. In der Form des Ordens der Crux Victorialis, der vom 16. bis zum 18. Jahrhundert an Kavalleristen verliehen wurde, zeigt das Ulrichskreuz Ulrich und Otto in der Schlacht.

### Darstellungen in der Literatur
Die Geschehnisse um die Schlacht auf dem Lechfeld waren auch Thema in historischen Romanen, so in Schwabenblut – Ein Heldenroman aus alter Zeit aus dem Jahr 1928 von Florentine Gebhardt und in „Wolfsfrau und die Schlacht auf dem Lechfeld – Ein Krimi aus der Ottonenzeit“ von Torsten Kreutzfeldt aus dem Jahr 2001.

### St. Ulrichs-Festwoche 1955

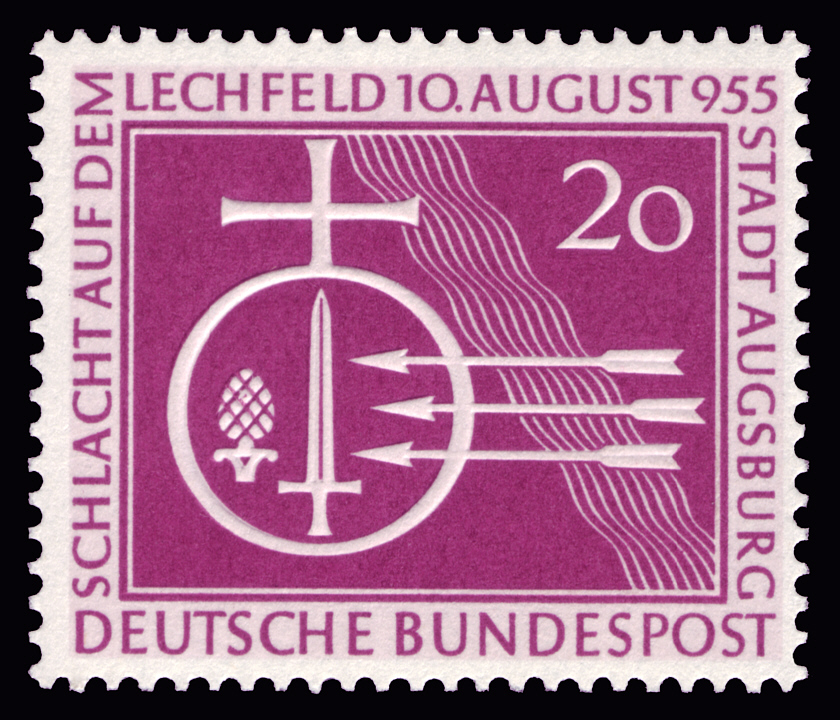
Briefmarke (1955) zum 1000. Jahrestag der Schlacht

Zum 1000. Jahrestag der Schlacht wurde 1955 an der Lechhauser Lechbrücke der so genannte Ulrichsstein mit Steinmosaiken von Hans Selner und Hanns Weidner aufgestellt. Das Bistum Augsburg nahm das Gedenkjahr zum Anlass, im Rahmen eines „Ulrichsjahres“ die Gläubigen auf päpstliches Lehramt, kirchliches Sittengesetz und Tradition zu verpflichten und hinter ihrem Bischof Joseph Freundorfer (1949–1963) zu sammeln. Vom 2. bis 11. Juli 1955 fand eine Festwoche statt, die vor allem von der Abendländischen Bewegung geprägt war. Bei der Eröffnung nannte Bundespräsident Theodor Heuss, der von Ministerpräsident Wilhelm Hoegner auf dem Ulrichplatz begrüßt wurde, den Sieg auf dem Lechfeld als erste gesamtdeutsche Leistung in der Geschichte. Prominente politische Vertreter waren unter anderem Hasso von Manteuffel, Walter von Keudell, Hans-Joachim von Merkatz und Rudolf Lodgman von Auen. Die Anwesenheit von Robert Schuman unterstrich die europäische Dimension des Ereignisses. Auf der Abschlusskundgebung im Rosenaustadion hielt Heinrich von Brentano seine erste öffentliche Rede als Außenminister vor 60.000 Zuhörern. Auf dem Höhepunkt des Kalten Krieges, des Beitritts der Bundesrepublik zur NATO und der Neutralität Österreichs im Jahr 1955, in der ein Teil der deutschen Öffentlichkeit, auch prominente Katholiken, das Vorbild für die Lösung der deutschen Frage erkennen wollten, beschwor Brentano die Katholiken, bei der Verteidigung der Freiheit gegen „das neue Heidentum“ eines „weltlichen Fanatismus“ nicht nachzulassen. Das zielte nicht zuletzt gegen die Unterdrückung von Christentum, Kirche und jedweder Freiheit in der Sowjetunion und in der DDR, die seit 1954 durch einen neuen Kirchenkampf erschüttert wurde. Dagegen wandte sich der Mediävist Theodor Schieffer gegen eine vordergründige Aktualisierung des Ereignisses von 955, das er von seinen ganz eigenen Voraussetzungen her begriff und würdigte.

### Ulrichsstein
Unmittelbar neben der Ulrichsbrücke errichtete die Stadt 1955 anlässlich der 1000-Jahr-Feier der Schlacht auf dem Lechfeld an dem der Innenstadt zugewandten Lechufer ein Denkmal. Der so genannte Ulrichsstein entstand nach einem Entwurf von Stadtbaurat Walther Schmidt. Auf dem Stein sind zwei Szenen abgebildet. Die Schlacht auf dem Lechfeld und die Verleihung von Privilegien an die Augsburger Weber durch König Otto I.

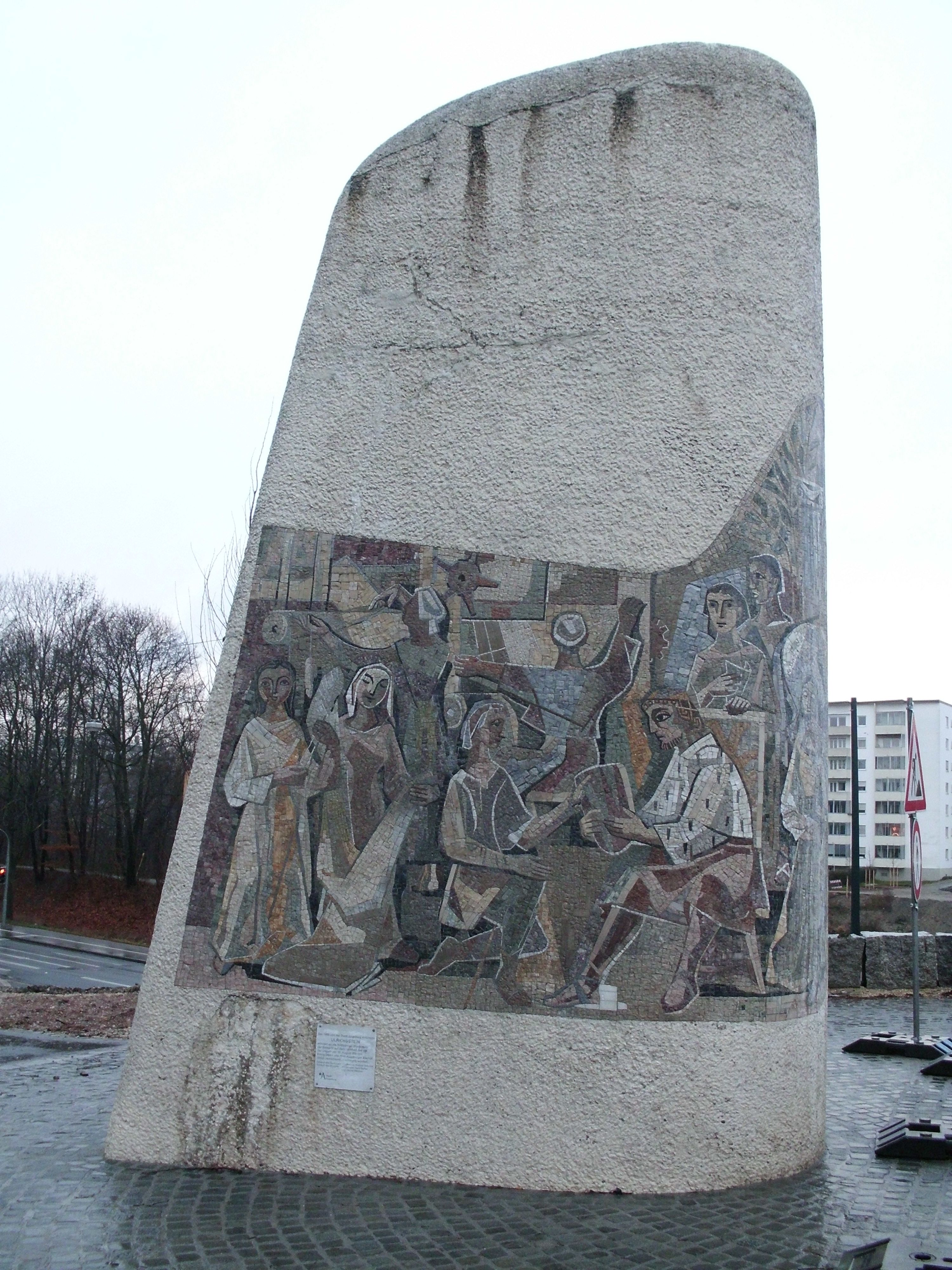
Ansicht Ulrichsstein (stadtauswärts), Verleihung von Privilegien an die Augsburger Weber durch Kaiser Otto I.
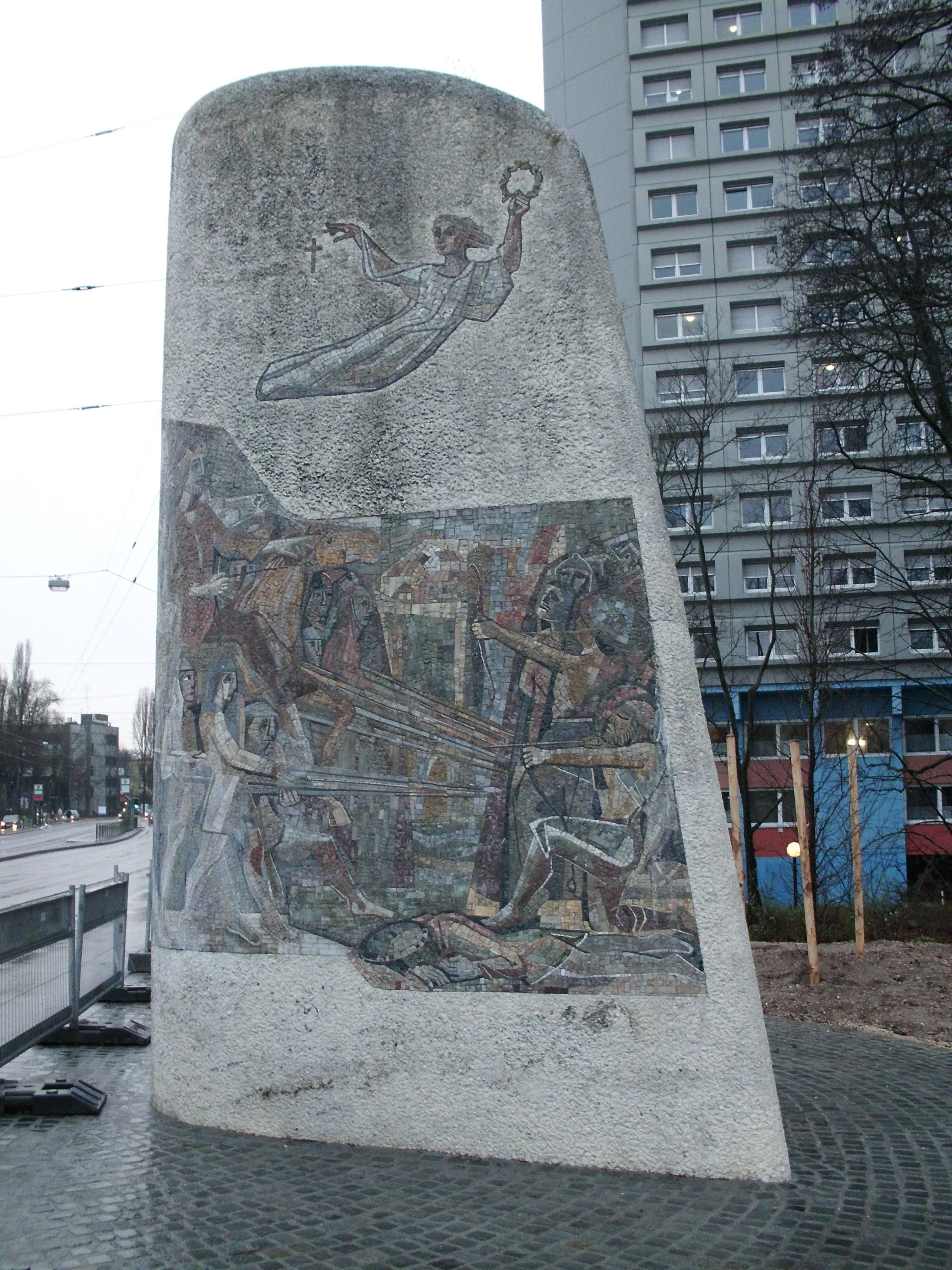
Ansicht Ulrichsstein (stadteinwärts), Schlacht auf dem Lechfeld
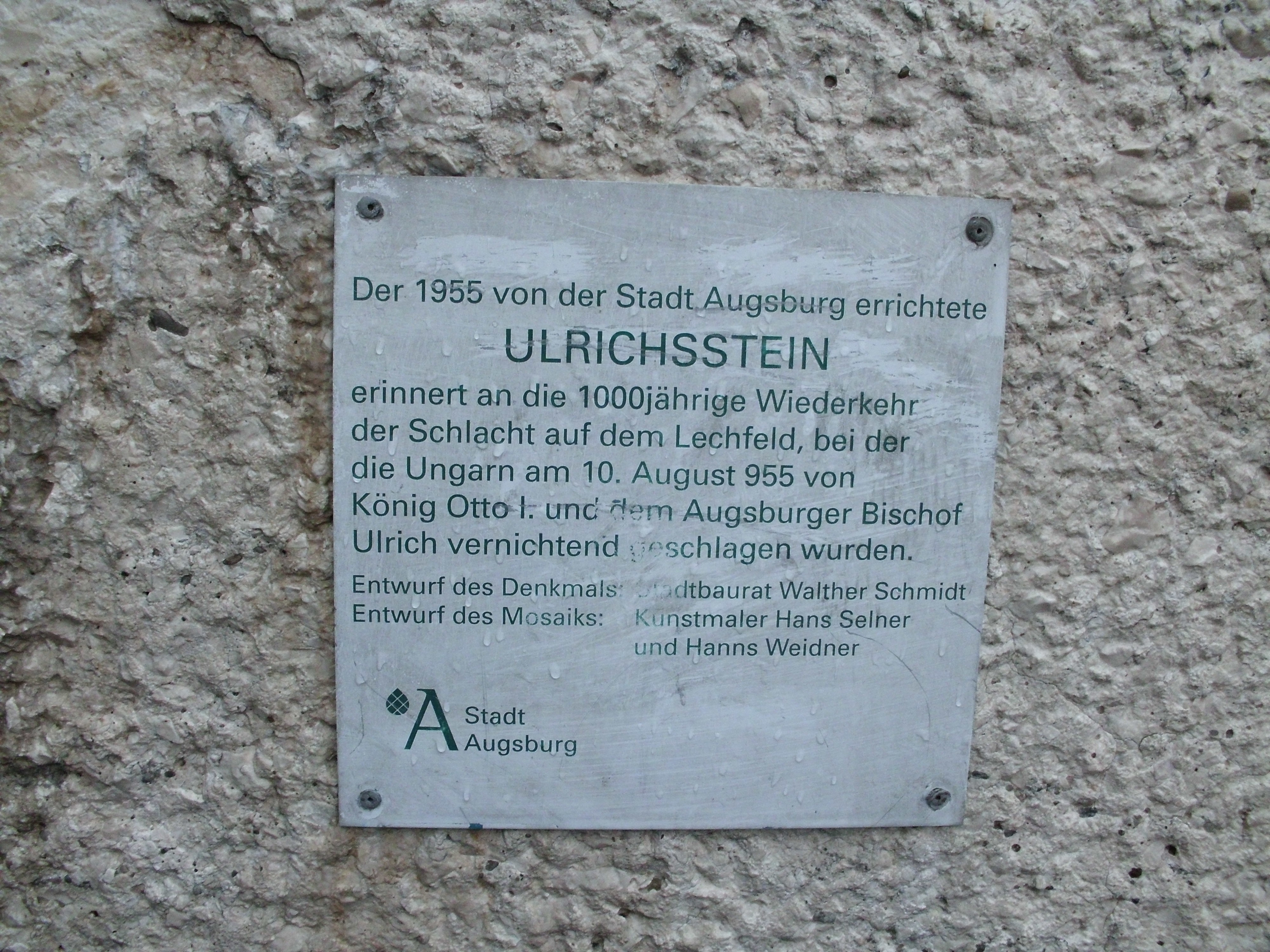
Hinweistafel am Denkmal